# 예오르요스 차벨라스
예오르요스 차벨라스(그리스어: Γεώργιος Τζαβέλλας, 1987년 11월 26일 ~)는 그리스의 축구 선수로 포지션은 레프트 백과 센터백이다. 현재 AEK 아테네 FC와 그리스 국가대표팀 소속으로 활약하고 있다.

## 클럽 경력

### 케르키라
차벨라스는 0-0으로 비긴 라리사와의 홈경기에서 케르키라로 프로 데뷔를 하였다. 케르키라에서, 그는 23경기에 출전하여 2골을 득점하였고, 2008년 1월에 파니오니오스로 이적하였다.

### 파니오니오스
파니오니오스로의 이적 후, 차벨라스는 등번호 31번을 받았다. 2008년 9월 13일, 그는 1-0으로 이긴 판세라이코스와의 원정 경기에서 데뷔하였다. 2008년 12월 7일, 1-1로 비긴 라리사와의 경기 45분에 자신의 첫 골을 성공시켰다. 그의 첫 풀 시즌에, 차벨라스는 17경기를 출전하여 2골을 기록하였다. 2009-10 시즌은 차벨라스로써는 좋은 분위기로 시작하였는데, 그는 주전의 입지를 굳혔다. 파니오니오스의 두번째 시즌에, 그는 24번의 경기 중 24번의 경기를 모두 선발로 출전하였으나, 단 한골도 득점하지 못하였다.

### 아인트라흐트 프랑크푸르트
2010년 6월 3일, 이 레프트 백은 아인트라흐트 프랑크푸르트와 3년 계약을 맺었는데, 이적료는 €1.2M으로 책정되었다. 그는 얼마 지나지 않아 아인트라흐트의 선발 라인업에 들었다. 2011년 3월 12일, 차벨라스는 샬케 04와의 원정 경기에서 첫 분데스리가 골을 기록하였다. 그는 73미터에서 독일 국가대표 수문장인 마누엘 노이어를 따돌렸고, 그에 따라 분데스리가 최장거리 득점 신기록을 세웠다.
2011년 4월 8일, 베르더 브레멘과의 경기에서, 차벨라스는 왼쪽 무릎 십자 인대의 부분적 파열이라는 부상을 당하였다. 그는 잔여 2010-11 시즌 기간 동안의 결장이 불가피하게 되었다. 시즌 종료 후, 아인트라흐트는 2. 분데스리가로 강등되었다.
2011년 여름, 분데스리가 새내기이자 앞으로 고된 시즌을 전망하는 아우크스부르크는 본래 2013년까지 계약된 그리스 수비수 영입의 의사를 밝혔다. 당시, 차벨라스는 아인트라흐트 프랑크푸르트의 1부 리그로부터의 강등 후 이적 의사를 지녔다는 소문이 돌았다. 그러나, 그의 에이전트인 파울 쿠촐리아코스는 빌트가 그의 아우크스부르크 이적 의사에 대해 묻자: "그 소문에는 근거 자체가 없다."라고 답하였고, 아인트라흐트 프랑크푸르트 제너럴 매니저인 브루노 후브너는 "우리는 향후 선수의 영구 이적이 암시되는 어느 형태의 임대 이적이든지간에 거부할 것입니다. 우리는 이 상태를 12달간 유지할 것입니다."라고 덧붙였다.

### 모나코
2010-11 시즌의 막판에 당한 그의 왼쪽 무릎 부상은 팀의 강등으로 이어졌고, 이어서 다음 시즌 종료 후 모나코 임대될 것이라는 이야기가 급물살을 탔다. 2012년 1월 31일, 결국 차벨라스는 아인트라흐트 프랑크푸르트를 떠나 즉시 리그 2의 모나코로 임대되는 것이 확정되었다. 클라우디오 라니에리 감독의 지도 하에, 그리스 국가대표 레프트 백은 모나코 연고의 클럽이 리그 1로 복귀하는데 도움을 주었고, 이 과정에서 2012-13 시즌의 24경기 출전, 2득점 기록을 올렸으나, 프랑스 축구 뉴스는 모나코의 레프트 백 예오르요스 차벨라스가 모나코 감독으로부터 '잉여 전력'으로 분류됨에 따라 사전에 PAOK 살로니카와 합의를 한 것이 밝혀졌다. 이는 러시아인 구단주 드미트리 리볼로플례프가 고액의 선수 영입을 단행하면서 장애물을 쌓은 것에 의해 야기되었고, 결정적으로 그가 PAOK과의 합의를 하는데 영향을 끼쳤다. 레프트 백은 클럽에서 2시즌을 보냈고, 모나코와 PAOK이 이적료와 관해 협상하는 와중에 이적을 합의한 것으로 확인되었다.

### PAOK
2013년 9월 2일, 그는 PAOK와 4년 계약을 체결하였고, 2013년 9월 14일, 베리아와의 경기에서 클럽 데뷔전을 가졌다. 1-1로 비긴 아트로미토스 원정 경기에서, 그는 클럽의 1호골을 넣었다. 2013년 9월 19일, 그는 2-1로 이긴 샤흐테르 카라간디와의 홈경기에서 첫 UEFA 유럽대항전에 출전하였다.
PAOK에서의 고작 6개월만에, 그리스 거함 올림피아코스와의 경기에서 결승골을 득점하며 큰 공을 세웠고, "이번에는, 모나코에 대해 부러워 할 필요 없는 일을 달성하였고, 이는 저에게 긍정적인 인상을 심었습니다! 우리는 행정 및 축구 조직적으로 우수함을 보였고, 클럽은 유럽 표준에 완전히 걸맞게 운영되고 있으며, 가장 중요한 것은 행정 부서 팀장이 고지를 점할 예지력을 지닌 것입니다! 선수로써, 저는 몬테카를로에서 가졌던 것을 전혀 그리워 하지 않습니다! 저는 우러러 볼 수 있는데 모든 것을 같인 팀의 상태를 믿고 있습니다 ..."라고 믿음을 보였다.
그는 클럽에서의 첫 시즌에 2골을 넣었으나, 그보다 중요한 것은 2014년 3월 9일, 우승팀 올림피아코스와의 경기에서 결승골을 득점한 것이었다.

## 국가대표팀 경력
파니오니오스에서의 인상적인 활약으로, 차벨라스는 오토 레하겔 감독에 의해 우크라이나와의 2010년 FIFA 월드컵 예선 플레이오프 2차전 경기를 앞두고 그리스 국가대표팀에 차출되었다. 그러나, 그는 이 경기에 출전하지 못하였다. 2010년 5월 11일, 차벨라스는 레하겔 감독에 의해 2010년 FIFA 월드컵에 참가하게 될 그리스의 30인 예비 엔트리에 포함되었다.
2010년 9월 7일, 그는 크로아티아와의 UEFA 유로 2012 예선전에서 처음으로 국제경기에 출전하였다.
차벨라스의 PAOK 2년차 성과는 페르난두 산투스 그리스 국가대표팀 감독 하에 30인 월드컵 예비 엔트리에 들기 위한 여권이었을 뿐만 아니라, 2014년 FIFA 월드컵의 최종 23인 엔트리에 들게도 하였다.

## 경력 통계
| 클럽 통계 | 클럽 통계                 | 클럽 통계     | 리그 | 리그 | 컵             | 컵             | 대륙 | 대륙 | 합계 | 합계 |
| 시즌      | 클럽                      | 리그          | 출장 | 골   | 출장           | 골             | 출장 | 골   | 출장 | 골   |
| 그리스    | 그리스                    | 그리스        | 리그 | 리그 | 그리스 컵      | 그리스 컵      | 유럽 | 유럽 | 합계 | 합계 |
| --------- | ------------------------- | ------------- | ---- | ---- | -------------- | -------------- | ---- | ---- | ---- | ---- |
| 2006–07   | 케르키라                  | 수페르리가    | 13   | 1    | 0              | 0              | 0    | 0    | 13   | 1    |
| 2007–08   | 케르키라                  | 베타 에트니키 | 10   | 1    | 0              | 0              | 0    | 0    | 10   | 1    |
| 2008–09   | 파니오니오스              | 수페르리가    | 18   | 2    | 2              | 0              | 0    | 0    | 20   | 2    |
| 2009–10   | 파니오니오스              | 수페르리가    | 27   | 0    | 2              | 0              | 0    | 0    | 29   | 0    |
| 독일      | 독일                      | 독일          | 리그 | 리그 | DFB-포칼       | DFB-포칼       | 유럽 | 유럽 | 합계 | 합계 |
| 2010–11   | 아인트라흐트 프랑크푸르트 | 분데스리가    | 25   | 1    | 3              | 1              | 0    | 0    | 28   | 2    |
| 2011–12   | 아인트라흐트 프랑크푸르트 | 2. 분데스리가 | 2    | 0    | 0              | 0              | 0    | 0    | 2    | 0    |
| 프랑스    | 프랑스                    | 프랑스        | 리그 | 리그 | 쿠프 드 프랑스 | 쿠프 드 프랑스 | 유럽 | 유럽 | 합계 | 합계 |
| 2011–12   | 모나코                    | 리그 2        | 14   | 1    | 0              | 0              | 0    | 0    | 14   | 1    |
| 2012–13   | 모나코                    | 리그 2        | 24   | 2    | 3              | 0              | 0    | 0    | 27   | 2    |
| 그리스    | 그리스                    | 그리스        | 리그 | 리그 | 그리스 컵      | 그리스 컵      | 유럽 | 유럽 | 합계 | 합계 |
| 2013–14   | PAOK                      | 수페르리가    | 24   | 2    | 6              | 0              | 4    | 0    | 34   | 2    |
| 2014–15   | PAOK                      | 수페르리가    | 3    | 0    | 0              | 0              | 1    | 0    | 4    | 0    |
| 합계      |                           |               | 156  | 11   | 17             | 1              | 5    | 0    | 181  | 12   |

2014년 5월 17일 기준 

출처: (영어) 예오르요스 차벨라스 - National Football Teams

| 국가대표팀 | 연도 | 출장 | 골 |
| ---------- | ---- | ---- | -- |
| 그리스     | 2010 | 3    | 0  |
| 그리스     | 2011 | 2    | 0  |
| 그리스     | 2012 | 3    | 0  |
| 그리스     | 2013 | 3    | 0  |
| 그리스     | 2014 | 2    | 0  |
| 그리스     | 합계 | 13   | 0  |

2014년 3월 5일 기준 

출처: (영어) 예오르요스 차벨라스 - National Football Teams

## 수상
모나코
- 리그 2: 2012-13